# غرايم سميث (لاعب كريكت)
غرايم سميث (بالإنجليزية: Graeme Smith)‏ (1 فبراير 1981 في جنوب أفريقيا - ) هو لاعب كريكت جنوب أفريقي. شارك مع منتخب جنوب أفريقيا الوطني للكريكت. أما مع النوادي، فقد لعب مع راجستان رويالز ونادي مقاطعة سري للكريكت ‏ ونادي مقاطعة هامبشاير للكريكت ‏ ونادي مقاطعة سومرست للكريكت ‏ وPune Warriors India ‏ وCape Cobras ‏ وGauteng (cricket team) ‏.

## وصلات خارجية
- غرايم سميث على موقع إي آس بي آن كريك إنفو (الإنجليزية)